# تشينو (كاليفورنيا)
تشينو (بالإنجليزية: Chino)‏ هي إحدى مدن مقاطعة سان بيرناردينو، كاليفورنيا. تم إعطاءها لقب مدينة في 28 فبراير، 1910.

## المناخ
يظهر الجدول التالي التغييرات المناخية على مدار السنة لتشينو:
| البيانات المناخية لـتشينو         | البيانات المناخية لـتشينو | البيانات المناخية لـتشينو | البيانات المناخية لـتشينو | البيانات المناخية لـتشينو | البيانات المناخية لـتشينو | البيانات المناخية لـتشينو | البيانات المناخية لـتشينو | البيانات المناخية لـتشينو | البيانات المناخية لـتشينو | البيانات المناخية لـتشينو | البيانات المناخية لـتشينو | البيانات المناخية لـتشينو | البيانات المناخية لـتشينو |
| الشهر                             | يناير                     | فبراير                    | مارس                      | أبريل                     | مايو                      | يونيو                     | يوليو                     | أغسطس                     | سبتمبر                    | أكتوبر                    | نوفمبر                    | ديسمبر                    | المعدل السنوي             |
| --------------------------------- | ------------------------- | ------------------------- | ------------------------- | ------------------------- | ------------------------- | ------------------------- | ------------------------- | ------------------------- | ------------------------- | ------------------------- | ------------------------- | ------------------------- | ------------------------- |
| الدرجة القصوى °ف (°م)             | 91 (33)                   | 94 (34)                   | 100 (38)                  | 104 (40)                  | 106 (41)                  | 108 (42)                  | 120 (49)                  | 109 (43)                  | 113 (45)                  | 107 (42)                  | 97 (36)                   | 93 (34)                   | 113 (45)                  |
| متوسط درجة الحرارة الكبرى °ف (°م) | 68 (20)                   | 69 (21)                   | 71 (22)                   | 76 (24)                   | 79 (26)                   | 84 (29)                   | 90 (32)                   | 92 (33)                   | 89 (32)                   | 80 (27)                   | 74 (23)                   | 68 (20)                   | 78 (26)                   |
| متوسط درجة الحرارة الصغرى °ف (°م) | 43 (6)                    | 45 (7)                    | 47 (8)                    | 49 (9)                    | 54 (12)                   | 58 (14)                   | 62 (17)                   | 62 (17)                   | 60 (16)                   | 55 (13)                   | 47 (8)                    | 42 (6)                    | 52 (11)                   |
| أدنى درجة حرارة °ف (°م)           | 21 (−6)                   | 23 (−5)                   | 26 (−3)                   | 29 (−2)                   | 34 (1)                    | 39 (4)                    | 37 (3)                    | 43 (6)                    | 38 (3)                    | 29 (−2)                   | 24 (−4)                   | 22 (−6)                   | 21 (−6)                   |
| الهطول إنش (مم)                   | 3.11 (79)                 | 4.76 (121)                | 2.63 (67)                 | 1.20 (30)                 | .23 (5.8)                 | .09 (2.3)                 | .00 (0.00)                | .03 (0.76)                | .15 (3.8)                 | 1.05 (27)                 | 1.62 (41)                 | 2.45 (62)                 | 17.32 (440)               |
| المصدر:                           |                           |                           |                           |                           |                           |                           |                           |                           |                           |                           |                           |                           |                           |

## أعلام
- روجر فريد
- غريغ سالاس
- روبرت بيركس
- ر. جاي ستانفورد
- شيلي مارتينيز
- ديانا توراسي
- والتر إتش برين
- جورج بوتنام